# Долгинцево (Кривой Рог)

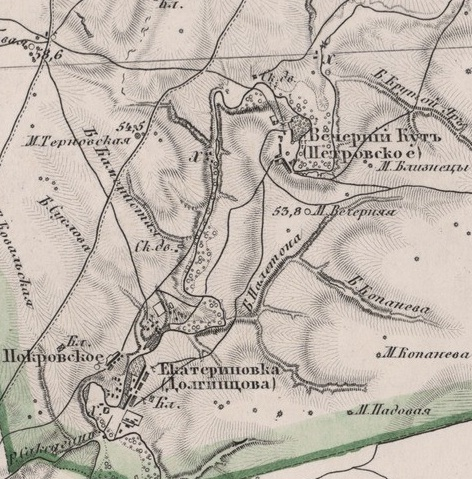
Екатериновка (Долгинцова) на карте XIX столетия

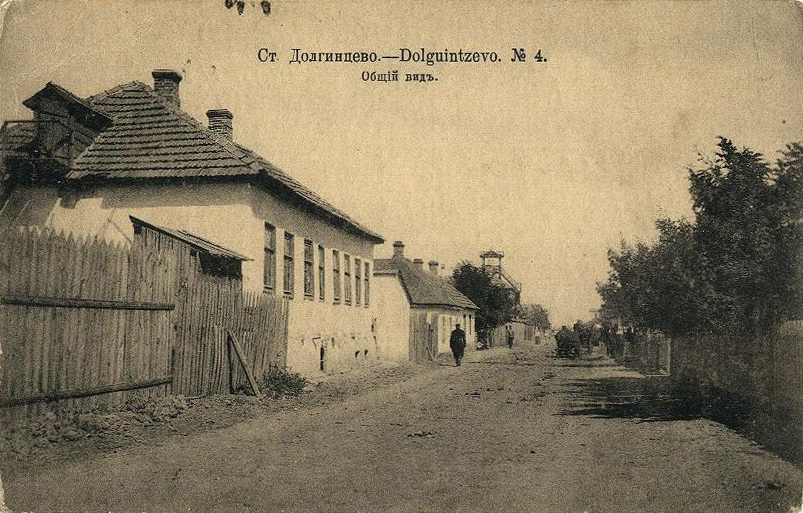
Станция Долгинцево. Общий вид. 1916 год

Долгинцево (Долгинцово; укр. Довгинцеве) — исторический район города Кривой Рог, один из старейших в городе.

## История
В начале XIX века император Александр I предоставил здешние земли в распоряжение капитана Долгинцова, который основал на берегу реки Саксагань сельцо Екатериновка (Старое Долгинцево). На 1863 год по Херсонскому тракту, деревня Екатериновка Верхнеднепровского уезда Екатеринославской губернии, владельческая — Долгинцова, при речке Саксагани, дворов — 64, жителей — 437, в четырёх верстах от местечка Кривой Рог. От этой деревни получила название построенная железнодорожная станция на Криворогской железной дороге, а впоследствии и поселение вокруг неё.
Развитие получило после 1881 года, с началом строительства Криворожского участка Екатерининской железной дороги и железнодорожной станции Долгинцево. Население быстро росло за счёт строителей железной дороги, которые потом её обслуживали.
С 1880-х годов в посёлке действовали начальная школа в которой занималась помещица Кардабан, дом трезвости, рынок. Застройка жилья вокруг станции проводилась хаотично и состояла из 1-, 2-этажных каменных домов. Ученики высадили парк вокруг школы, рядом стояла беседка, где играл оркестр пожарной охраны. В 1899 году была построена церковь Святого Александра Невского. На 1902 год действовала больница на 25 мест, 2-классная железнодорожная школа, бесплатная библиотека-читальня для служащих железной дороги. В 1903 году насчитывался 271 двор, проживало 2171 человек.
Долгинцево было местом бурных революционных событий 1905 и 1917 годов. В 1905 году на станции образован первый на Криворожье профсоюз. В декабре 1917 года действовал ревком железнодорожников под председательством Николая Семибратова. Во время Гражданской войны и интервенции, в мае 1919 года, в помещении вокзала располагался штаб командующего группой войск Александра Пархоменко, которая вела борьбу против атамана Григорьева. После Гражданской войны началось восстановление пришедшего в упадок станционного хозяйства. В центре посёлка были установлены памятники Ленину и Сталину, действовала железнодорожная школа № 26.
В марте 1922 — 7 марта 1923 года посёлок был центром новообразованной Долгинцевской волости Криворожского уезда.
В 1924 году посёлок и станция были переименован в Бухарино и назывался так до лета 1936 года, когда вошёл в состав новообразованного Дзержинского района.
В августе 1941 года железнодорожное депо было эвакуировано в город Кокчетав Казахской ССР. Долгинцево было освобождено от немецких захватчиков, в феврале 1944 года, в результате ожесточённых боев, в которых отличилась 15-я гвардейская стрелковая дивизия. В мае 1945 состоялся большой митинг в честь Дня Победы.
В 1950-х началось архитектурное формирование посёлка. В конце 1950-х годов разрушены церковь святого Александра Невского, помещение школы № 26. В 1965 году станция Долгинцево переименована в Кривой Рог-Сортировочный. С 1979 года станция называется Кривой Рог-Главный. В 1979 году стало центром новообразованного Долгинцевского района.

## Характеристика
На территории Долгинцево две станции железной дороги — Кривой Рог-Главный, Новоблочная. Практически с момента возникновения станции существует рынок «Долгинцево», площадью 7000 м². Имеет 600 торговых мест, из них продовольственных товаров — 400. Один из самых дешёвых рынков города. В 1936—1976 годах действовало Долгинцевское кладбище, площадью 11,2 га, с 10 тыс захоронений.

### Инфраструктура
- Стадион «Локомотив»;
- Братская могила патриотов-батуринцев и комсомольцев-чекистов;
- Памятник-паровоз Эм-733-69;
- Костёл Успения Пресвятой Девы Марии;
- Свято-Пантелеймоновский храм;
- Храм великомученика Дмитрия Салунского;
- Храм Святого Благоверного великого князя Александра Невского;
- Поликлиника «Долгинцево»;
- Стоматологическая поликлиника № 5;
- Дворец спорта «Локомотив»;
- общеобразовательная школа № 88.

### Улицы
- Кокчетавская;
- Башкирская;
- Серафимовича.